# Вилаят Центральная Африка
Вилая́т Центральная Африка (араб. ولاية وسط افريقيا‎ сокращённо ИГ-ВЦА, также известная как «Провинция Центральная Африка» и «Вилаят Васат Ифрикия») — административная единица салафитской джихадистской группировки Исламское государство (ИГ). Из-за недостатка информации трудно определить дату основания и территориальные масштабы вилаята, а военная мощь и деятельность его филиалов оспариваются. По данным про-джихадистских медиа и некоторых других источников, данный вилаят присутствует в Демократической Республике Конго, а также в Мозамбике.

## История

### Предшествующие события и основание
После захвата значительной территории в Сирии и Ираке и провозглашения халифата, Исламское государство (ИГ) стало всемирно известным и привлекательным союзником экстремистских джихадистских исламистских группировок по всему миру. Несколько повстанческих группировок в Западной Африке, Сомали и Сахаре присягнули на верность ИГ; значимость этих группировок росла по мере того, как основная территория халифата на Ближнем Востоке приходила в упадок. Несмотря на растущее влияние отделений ИГ в Западной, Северной и Восточной Африке, в течение долгих лет в Центральной и Южной Африке так и не был провозглашён ни один вилаят. Только одна группировка, известная как «Исламское государство в Сомали, Кении, Танзании и Уганде», была создана в апреле 2016 года, но её влияние ограничивалось лишь Сомали, а также она короткое время действовала в Кении.
В октябре 2017 года медиа группировки опубликовали видео, в котором продемонстрировали небольшое количество боевиков в Демократической Республике Конго. Боевики на видео заявили, что входят в «город монотеизма и монотеистов» (МТМ). Далее лидер боевиков заявил, что «это Дар аль-Ислам Исламского государства в Центральной Африке», и призвал других единомышленников отправиться на территорию МТМ, чтобы присоединиться к войне против правительства. The Long War Journal отмечает, что несмотря на то, что группировка в Конго казалась очень маленькой, её появление привлекло заметное внимание со стороны сторонников ИГ. Впоследствии возникли споры о природе МТМ. Исследовательская группа Конго (CRG) утверждала в 2018 году, что МТМ на самом деле была частью Альянса демократических сил (АДС), исламистской группировки, которая десятилетиями вела повстанческие действия в восточной части Демократической Республики Конго, а также в соседней Уганде. Некоторые эксперты полагали, что АДС начала сотрудничать с ИГ, и что МТМ была её попыткой публично заручиться поддержкой сторонников Исламского государства. Самопровозглашённый халиф ИГ Абу Бакр аль-Багдади впервые упомянул о «Вилаяте Центральная Африка» в своей речи в августе 2018 года, дав международному сообществу пищу к размышлению, что эта группировка уже была в планах организации.
К середине 2018 года Африканский союз заявил, что боевики Исламского государства проникли в Северный Мозамбик, где ещё с 2017 года исламистские повстанцы «Ансар аль-Сунна» уже вели войну с правительственной армией. В мае 2018 года некоторые мозамбикские повстанцы опубликовали фотографию, на которой они позируют с чёрным флагом, который использовался ИГ, а также другими джихадистскими группировками. В целом, присутствие ИГ в Мозамбике в то время оставалось спорным, и МВД Мозамбика решительно отрицало, что лоялисты Исламского государства активно действовали в этом регионе.

### Публичное появление
Несколько новостных агентств халифата, таких как информационное агентство «Амак», информационное агентство «Нашир» и еженедельная электронная газета «Ан-Наба», объявили в апреле 2019 года, что боевики «Вилаята Центральная Африка» Исламского государства совершили нападение в восточной части Демократической Республики Конго. Это был первый случай, когда ИГ-ВЦА фактически официально заявил о своём нападении. Первые предполагаемые налёты со стороны Центрально-африканской провинции ИГ были нацелены на конголезские Вооружённые Силы (ВСДРК) в деревне Каманго и на военную базу в Бовате 18 апреля; оба населённых пункта находятся недалеко от Бени, недалеко от границы с Угандой. Оставалось неясным, сколько боевиков в Конго фактически присоединились к ИГ; журналист Сунгута Уэст расценил объявление вилаята в Центральной Африке как попытку ослабленного ИГ «повысить своё эго и показать силу» после его поражений в Сирии и Ираке. На фотографии, опубликованной еженедельником «Ан-Наба», было изображено около 15 предполагаемых членов ИГ-ВЦА. The Defense Post утверждала, что одна отколовшаяся фракция АДС, возможно, присоединилась к ИГ, в то время как официальное руководство АДС не давало никакого баята («клятвы верности») Абу Бакру аль-Багдади или ИГ в целом. Исследователь Марсель Херитье Капитени выразил сомнения, были ли последователи Исламского государства вообще вовлечены в эти нападения, утверждая, что ИГ может быть не более чем пропагандистским инструментом в «медиа-войне». По его словам, «территория ДРК социально не благоприятна для радикального ислама».
4 июня 2019 года ИГ заявило, что боевики из этого вилаята совершили успешное нападение на Вооружённые Силы Мозамбика в Митопи в районе Мосимбоа-да-Прая, в результате убив по меньшей мере 16 солдат и ранив около 12. The Defense Post утверждает, что невозможно судить, было ли нападение совершено ИГ или другой вооружённой группировкой из-за отсутствия информации о повстанцах в Мозамбике. Во всяком случае, полиция Мозамбика в очередной раз отрицала, что в стране действуют какие-либо отделения ИГ. В октябре 2019 года ИГ осуществило две засады против мозамбикских сил безопасности и союзных российских наёмников Группы Вагнера в провинции Кабу-Делгаду, в результате чего, как сообщается, погибли 27 солдат. В отличие от своего растущего присутствия в Мозамбике, операции ИГ-ВЦА в Конго оставались небольшими по масштабу и количеству к концу 2019 года. Исследователь Николас Лазаридис утверждает, что это доказывает несогласованность АДС с ИГ, предполагая, что ИГ-ВЦА действительно была всего лишь отколовшейся фракцией. Соответственно, основное значение Центрально-африканского вилаята заключалось в его пропагандистской ценности и его будущем потенциале расти благодаря его связям с хорошо зарекомендовавшей себя, хорошо известной основной группировкой ИГ.

### Активизация группировки в Мозамбике и Конго
7 ноября 2019 года Вилаят Центральная Африка официально присягнул на верность новому халифу ИГ Абу Ибрагиму аль-Хашеми аль-Кураши. 7 апреля 2020 года боевики ИГ-ВЦА казнили 52 мирных жителя в деревне Ситакси на севере Мозамбика, когда те отказались присоединиться к халифату. Позже в том же месяце власти Мозамбика впервые признали, что в стране активно действуют последователи Исламского государства. 27 июня войска ИГ-ВЦА на короткое время заняли город Мосимбоа-да-Прая, в результате чего многие местные жители были вынуждены бежать. Еженедельник Исламского государства «Ан-Наба» впоследствии расхваливал операцию, утверждая, что «крестоносная Мозамбикская армия» и «наёмники крестоносного российского разведывательного аппарата» (они же ЧВК «Вагнер») были выбиты из города местными силами Исламского государства. К этому времени Южная Африка направила специальные войска для оказания помощи Мозамбикским силам безопасности в борьбе с повстанцами, включая ИГ.
Кроме того, ИГ-ВЦА значительно усилила свои нападения в Демократической Республике Конго, проведя 33 операции с середины апреля по июль. Наиболее заметный удар был нанесён 22 июня, когда боевики Исламского государства напали из засады на индонезийских миротворцев близ Бени, убив одного и ранив другого.
11 августа 2020 года ИГ разгромило Вооружённые Силы Мозамбика и сумело захватить город Мосимбоа-да-Прая.
В августе 2021 года подразделения сил специального назначения Мозамбика и Руанды в ходе совместной операции восстановили контроль над городом Мосимбоа-да-Прая.